# Oliver Mintzlaff

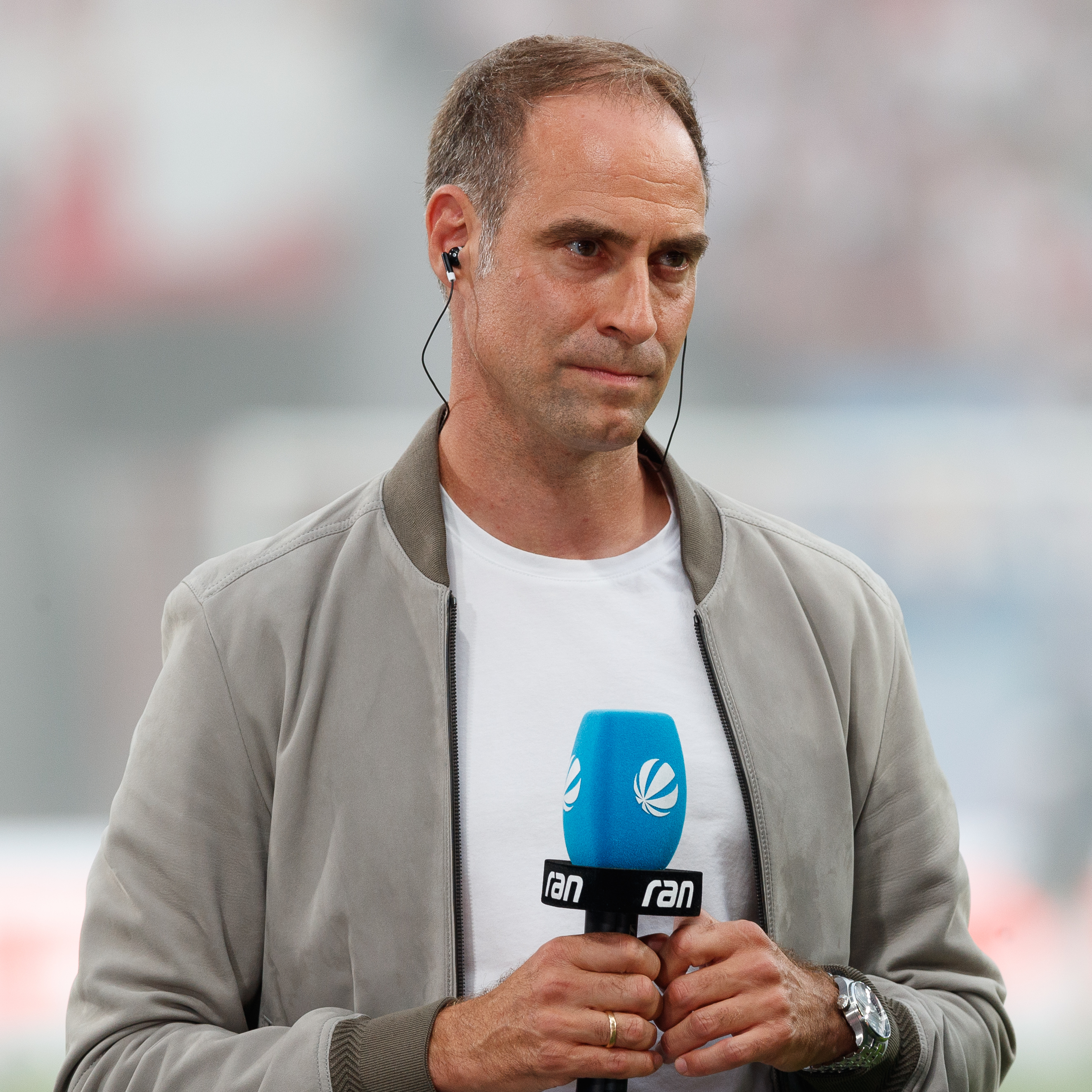
Beim DFL-Supercup 2022

Oliver Mintzlaff (* 19. August 1975 in Bonn) ist ein deutscher Wirtschafts- und Sportmanager sowie ehemaliger Langstreckenläufer.
Von 2000 bis 2008 war er für den Sportartikelhersteller Puma tätig, darüber hinaus als Spielerberater und Manager von Klienten. Seit 2014 war er für Fußballaktivitäten der Red Bull GmbH tätig, zunächst weltweit, seit dem Aufstieg von RasenBallsport Leipzig in die Bundesliga nur noch für diesen Verein. Ebenfalls 2014 wurde Mintzlaff zum Vorstandsvorsitzenden des RB Leipzig e. V. bestimmt, 2016 zusätzlich zum Geschäftsführer der ausgegliederten RB Leipzig GmbH, die sich mehrheitlich im Besitz von Red Bull befindet. Seit dem 15. November 2022 ist er in der Geschäftsführung der Red Bull GmbH.

## Karriere als Langstreckenläufer
Oliver Mintzlaff wuchs in Königswinter auf und engagierte sich im Sport als Langstreckenläufer. Er nahm zweimal an den Halbmarathon-Weltmeisterschaften teil: 1998 in Uster kam er auf Rang 70, 1999 in Palermo auf Rang 80. Als Crosslauf-Spezialist gehörte er danach sechsmal zum deutschen Aufgebot bei den Crosslauf-Europameisterschaften, mit folgenden Platzierungen:
- 2000 in Malmö: 49
- 2001 in Thun: 55
- 2002 in Medulin: 51
- 2003 in Edinburgh: 39
- 2004 in Heringsdorf: 58
- 2005 in Tilburg: 53

1999 wurde er Fünfter bei den deutschen Meisterschaften im Halbmarathon und 2001 Achter bei den deutschen Meisterschaften im 10-km-Straßenlauf. Bei den deutschen Meisterschaften im 10.000-Meter-Lauf wurde er 2000 Neunter und 2002 Vierter. 2005 siegte er beim 10-km-Wettbewerb des Küstenmarathons und wurde Deutscher Vizemeister im Crosslauf.
Mintzlaff startete für die SSF Bonn, den ASV St. Augustin, Eintracht Frankfurt, die LG Bonn-Troisdorf-Niederkassel und den PTSV Jahn Freiburg.

## Karriere als Manager
Nach seinem BWL-Studium – unter anderem in den USA – arbeitete er von 2000 bis 2008 für den Sportartikelhersteller Puma; zuletzt als Verantwortlicher für das Sportmarketing. Danach war er als Geschäftsführer für Ferber Marketing tätig, beriet Fußballer und betreute als Manager den Trainer Ralf Rangnick, die Langstreckenläuferin Sabrina Mockenhaupt und die Schlagersängerin Andrea Berg.
Von 2014 bis 2017 war Mintzlaff als „Head of Global Soccer“ der Red Bull GmbH für sämtliche Fußball-Aktivitäten des Konzerns verantwortlich. Am 12. Juni 2014 wurde er auf der Mitgliederversammlung des RasenBallsport Leipzig e. V. zum Vorstandsvorsitzenden gewählt. Seit dem 1. Januar 2016 war er Vorsitzender der Geschäftsführung der RasenBallsport Leipzig GmbH. Nach mehreren Aufstiegen spielt RB Leipzig seit der Saison 2016/17 in der 1. Bundesliga.
Zum 15. November 2022 trat er als Vorstandsvorsitzender des RB Leipzig e. V. und als Geschäftsführer der RB Leipzig GmbH zurück, um mit der Funktionsbezeichnung CEO Corporate Projects und Investments Mitglied der dreiköpfigen Geschäftsführung der Red Bull GmbH zu werden.

## Persönliche Bestzeiten
- Halbmarathon: 1:04:35 h, 27. März 1999, Xanten
- 3000 m: 8:04,09 min, 18. Juni 1999, Rhede
- 5000 m: 13:56,69 min, 23. Juni 1999, Kassel
- 10.000 m: 29:21,39 min, 27. Mai 2000, Troisdorf
- 10-km-Straßenlauf: 29:34 min, 23. September 2001, Troisdorf